# Karur
Karur auch Karuvur (Tamil: கரூர் Karūr) ist eine knapp 215.000 Einwohner zählende Stadt im südindischen Bundesstaat Tamil Nadu.

## Lage
Karur liegt im zentralen Binnenland Tamil Nadus am Amaravathi, einem Zufluss des Kaveri, rund 75 Kilometer westlich von Tiruchirappalli und ca. 400 Kilometer (Fahrtstrecke) südwestlich von Chennai, der Hauptstadt des Bundesstaats. Die Stadt ist verkehrlich günstig am Schnittpunkt der Bahnstrecke von Tiruchirappalli nach Erode und der nationalen Fernstraße NH 7 von Bengaluru nach Kanyakumari gelegen.

## Geschichte
Die Geschichte Karurs reicht bis weit ins Altertum zurück. Die frühen Chera-Könige regierten in den ersten Jahrhunderten n. Chr. in einer Stadt namens Karur oder Vanchi. Während diese früher oft weiter westlich an der Malabarküste verortet wurde, weisen Inschriften und archäologische Funde darauf hin, dass die Chera-Hauptstadt identisch mit dem heutigen Karur ist. Die Funde römischer Münzen bei Karur zeugen von Handelsbeziehungen mit dem Römischen Reich. Nach dem Niedergang der frühen Chera-Dynastie im 3. oder 4. Jahrhundert wurde Karur von den Pandya, Pallava und Chola sowie später von Vijayanagar und der Nayaks beherrscht. Im 18. Jahrhundert kam Karur unter die Kontrolle von Tipu Sultan, dem König von Mysore. Im Jahr 1783 eroberten die Briten im Zweiten Mysore-Krieg Karur und machten es zu einem Teil Britisch-Indiens.
Ende 2011 wurden die benachbarten Städte Inam Karur und Thanthoni sowie das Dorf (village panchayat) Sanapiratti in die Municipality Karur eingemeindet. Damit wuchs die Einwohnerzahl von 71.000 auf 214.000.

## Bevölkerung
91 Prozent der Einwohner Karurs sind Hindus, 6 Prozent sind Muslime und 3 Prozent Christen. Die Hauptsprache ist, wie in ganz Tamil Nadu, das Tamil, das von 90 Prozent der Bevölkerung als Muttersprache gesprochen wird. 5 Prozent sprechen Telugu, 3 Prozent Urdu und 1 Prozent Kannada.

## Wirtschaft
Die Stadt ist das merkantile, handwerkliche und dienstleistungsmäßige Zentrum einer Vielzahl von Dörfern in der landwirtschaftlich geprägten Umgebung. Darüber hinaus gibt es mehrere kleinere Industriebetriebe – darunter ein Betrieb für Buskarosseriebau und mehrere Webereien.

## Sehenswürdigkeiten
Die weitgehend moderne Stadt bietet trotz ihrer langen Geschichte nur wenige Sehenswürdigkeiten. Ausnahmen sind einige Tempelbauten des 16. bis 18. Jahrhunderts, darunter der dem Hindu-Gott Shiva geweihte Kalyana Pasupatheswar Tempel.
Im Juni 2015 wurde im Flussbett des Amaravathi-River ein Ring gefunden, dessen Schrift – nach Ansicht der ersten Experten – auf einen König der Pandya-Zeit verweisen könnte.